# Muzat
Der Muzat (auch Muzat I oder Muzart I; chinesisch 木扎提, Pinyin Mùzātí) ist ein Berg im Tian Shan in Xinjiang (VR China).
Der 6571 m hohe vergletscherte Berg befindet sich im Kreis Aksu Konaxeher im Regierungsbezirk Aksu. Der Siebentausender Dschengisch Tschokusu (Pik Pobeda) erhebt sich 31 km weiter westlich, mit welchem er über einen langen Bergkamm verbunden ist. Die Nordflanke des Muzat liegt im Einzugsgebiet des Muzart-Flusses, der weiter östlich ins Tarimbecken fließt. Die Süd- und Ostflanken werden über andere nach Süden strömende Flüsse zum Tarimbecken entwässert.
Nach Nordosten führt ein Berggrat zum 6,24 km entfernten Nachbarberg Muzat II (6069 m).